# Gymnastes clitellarius
Gymnastes clitellarius är en tvåvingeart som beskrevs av Alexander 1937. Gymnastes clitellarius ingår i släktet Gymnastes och familjen småharkrankar. Inga underarter finns listade i Catalogue of Life.